# Byggnadsstatik
Byggnadsstatik är ett ämne som är en del av byggtekniken / väg- och vattenbyggnad, och som handlar om byggnaders och byggnadsdelar mekaniska jämvikt under inverkan av yttre eller inre krafter.
Ämnesområdet är således även en del av mekaniken, och kan sägas utgöra statik och hållfasthetslära tillämpat på det byggnadstekniska området.
Kunskaperna inom ämnet används av byggnadsingenjörer för att dimensionera byggnadskonstruktioner, exempelvis tjocklek på en bropelare eller bärande vägg, så att bärförmågan är högre än den förväntade lasteffekten.